# Kraftwerk Martigny-Bourg
Das Kraftwerk Martigny-Bourg ist ein Mitteldruck-Laufwasserkraftwerk in Martigny-Bourg im Kanton Wallis in der Schweiz, das von Alpiq betrieben wird.

## Geschichte

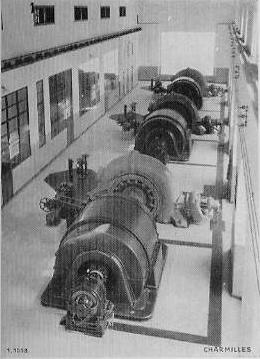
Maschinensaal nach dem Umbau von 1945

Das Kraftwerk wurde 1908 von der Betreibergesellschaft Forces Motrices de Martigny-Bourg im Auftrag der Société d’Électro-Chimie aus Paris in Betrieb genommen. Sein Hauptzweck war die Stickstoffdünger-Fabrik in Les Vorziers bei Martigny mit Strom zu versorgen. 1922 ging das Kraftwerk an die Energie de l’Ouest Suisse S.A. (EOS) über und diente fortan auch der öffentlichen Stromversorgung. Im Jahre 1944 wurden die ursprünglich aufgestellten 18 Maschinensätze durch drei Maschinensätze ersetzt.

## Technik
Das Wasser wir der Dranse unterhalb von Sembrancher mit einem Drucksegmentwehr entnommen, fliesst unter dem Mont Chemin hindurch und wird in der Zentrale in Martigny-Bourg verarbeitet. Ursprünglich war die Wasserfassung oberhalb von Bovernier geplant, wurde aber während dem der 2840 m lange fast horizontal verlaufende Zulaufstollen schon im Bau war durch eine Änderung der Konzession 55 Höhenmeter höher gelegt.
Damit die bereits geleisteten Bauarbeiten am Zulaufstollen nicht verloren waren, wurde vom neuen Standort der Wasserfassung ein zwei Kilometer langer Freispiegelstollen parallel zur Dranse angelegt, dessen Ende mit einem 60 % geneigten Druckschacht mit dem ursprünglichen Zulaufstollen verbunden ist. Der ursprünglich als Freispiegelstollen vorgesehene Zulaufstollen wurde dadurch zu einem Druckstollen, der mit 5,3 bar betrieben wird. Am Ende des Stollens liegt das Wasserschloss sowie der Übergang zur 420 m langen Druckrohrleitung zur Zentrale. Diese verläuft vollständig unterirdisch in einem 42 % geneigten Tunnel. Der Querschnitt des Tunnels ist so gross, sodass er bei einem Schadenfall der Druckleitung die ganze Wassermenge aufnehmen könnte und dem Unterwasser des Kraftwerks zuführen könnte.
In der Zentrale in Martigny-Bourg standen 1914 die folgenden 18 Maschinensätze mit Pelton-Turbinen:
| Anzahl | Erzeugte Stromart      | Spannung     | Frequenz | Leistung pro Maschinensatz | Verwendung                                                                            |
| ------ | ---------------------- | ------------ | -------- | -------------------------- | ------------------------------------------------------------------------------------- |
| 9      | Gleichstrom            | keine Angabe |          | 1100 PS                    | Industrie (Aluminiumherstellung)                                                      |
| 3      | Dreiphasenwechselstrom | 10 000 V     | 25 Hz    | 2500 PS                    | Industrie (Karbidfabrik, Gewinnung von Natrium und Chlor mit Schmelzflusselektrolyse) |
| 1      | Einphasenwechselstrom  | 8 000 V      | 15 Hz    | 1000 PS                    | Chemin de fer Martigny–Orsières                                                       |
| 1      | Dreiphasenwechselstrom | 5 000 V      | 50 Hz    | 1100 PS                    | Kraftstrom                                                                            |
| 2      | Dreiphasenwechselstrom | 5 000 V      | 50 Hz    | 500 PS                     | Beleuchtung von Martigny-Bourg                                                        |
| 2      | Gleichstrom            | keine Angabe |          | 80 PS                      | Erregermaschine                                                                       |

Die Gesamtleistung der Maschinensätze betrug 20 660 PS, das Kraftwerk konnte aber nur Wasser für 14 000 PS zur Verfügung stellen, sodass nicht alle Maschinensätze gleichzeitig betrieben werden konnten.
Im Jahre 1945 wurden die oben aufgeführten 18 Turbinen durch 3 doppelte Francis-Turbinen von Ateliers des Charmilles SA ersetzt. Jede der Turbinen hat eine Leistung von 7,36 MW, es können jedoch maximal 13 MW elektrische Leistung an das Netz abgegeben. Das Kraftwerk wurde von 2009 bis 2013 abermals erneuert, wobei das Dach des Maschinenhauses mit einer Photovoltaikanlage ausgerüstet wurde, die jährlich 80 000 kWh in das Stromnetz einspeist.

Bilder, ca. 1926
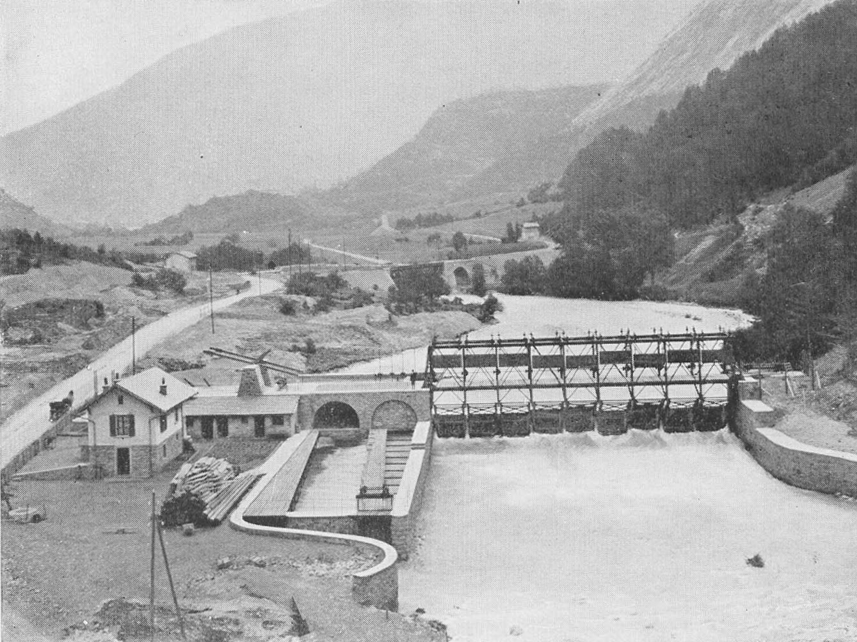
Einlaufbauwerk unterhalb Sembrancher
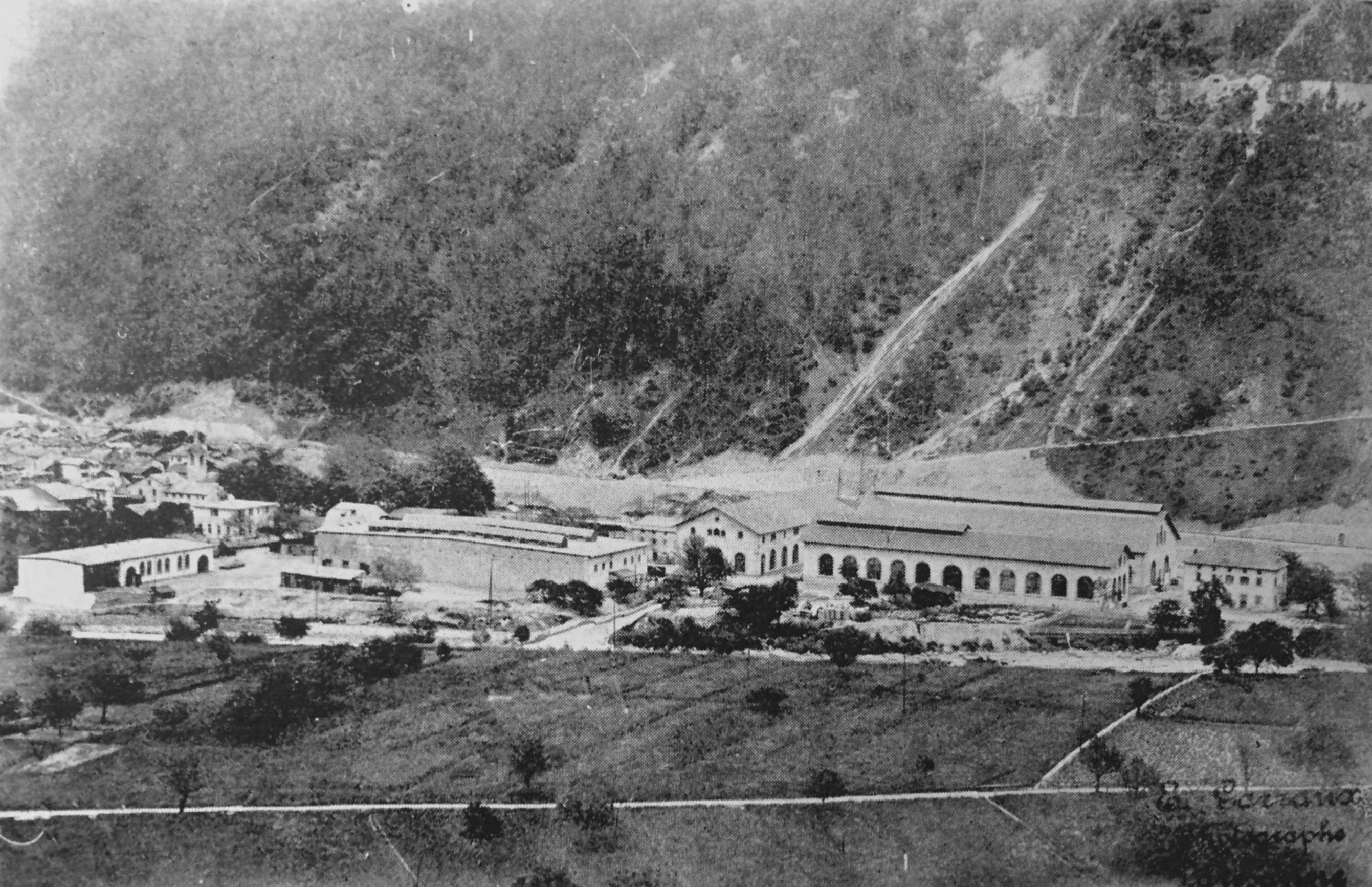
Zentrale
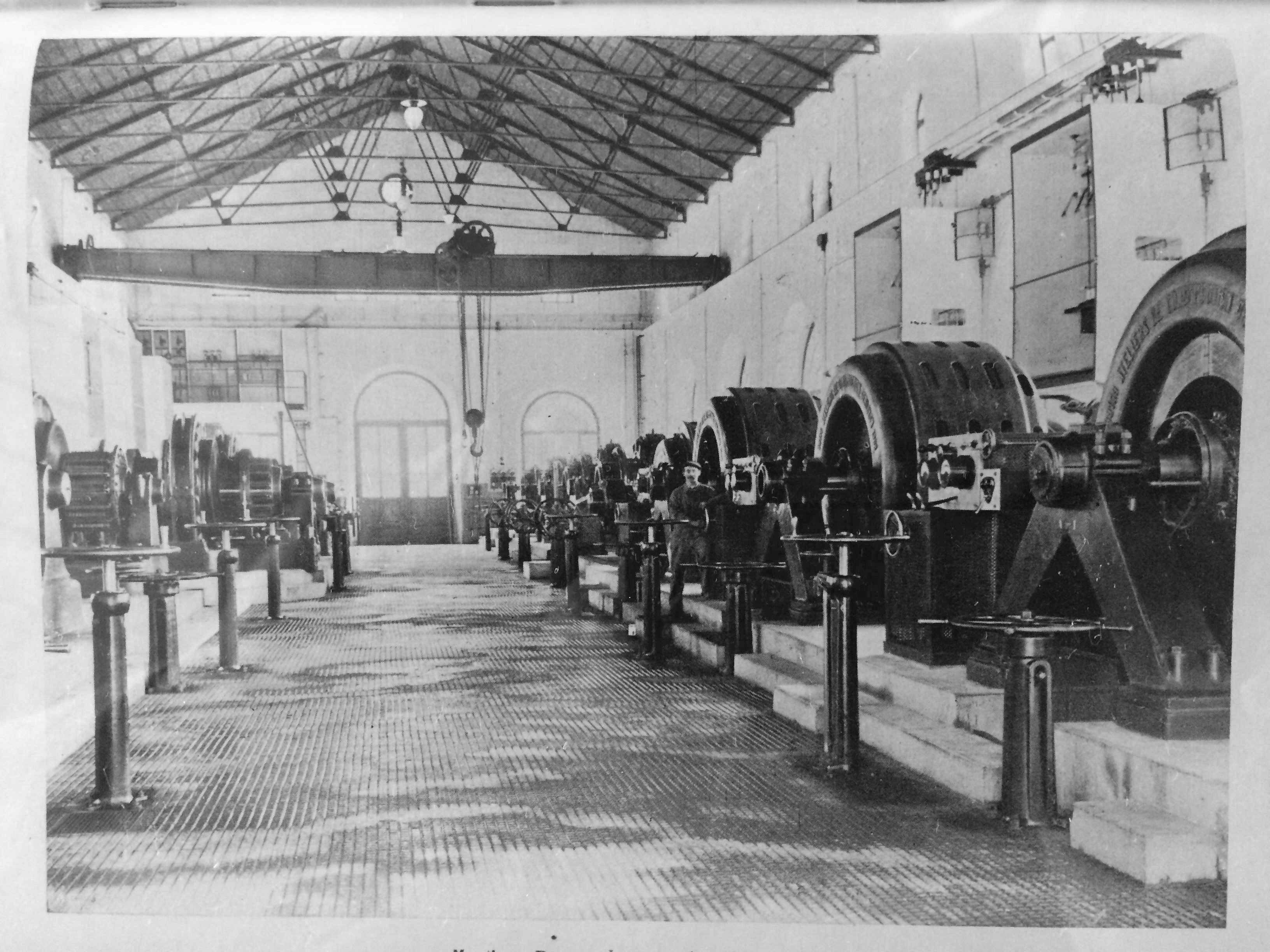
Maschinensaal